# Nagy Béla (festő)
Nagy Béla (Cegléd, 1923. október 23. – Bakonykoppány, 2009. december 18.) magyar festőművész.

## Életútja
1942 és 1950 között végezte el a Képzőművészeti Főiskolát, tanulmányai közben katona és hadifogoly volt. Mesterei Kontuly Béla, Kmetty János, Bernáth Aurél, és Bortnyik Sándor voltak. Tanárai munkáiról alkotott véleményét a kitűnő alakrajzi jegyek és a két ízben adományozott Nemes Marcell-díj tanúsítja.
Az indulás szép reményeit az életben nem tudta megvalósítani. A főiskola elvégzése után tanári állást vállalt Hatvanban, de az iskola néhány év múlva megszűnt, így a gyöngyösi gimnáziumba került. Az ottani évkönyv rendszeres illusztrálásán kívül portrékat festett az iskola hajdani nagy növendékeiről, valamint iskolai és városi díszleteket készített. A városban képzőművészeti szakkört vezetett, majd a Népművelési Intézet tokaji művésztelepén kezdte el újból a rendszeresebb festési munkát. 1966-ban a Megyei tanács VB megbízásából a Heves megye nagy szülöttei sorozatból három rézkarcot készített.
1968-tól Kazincbarcikán élt, festeni csak a nyári művésztelepeken volt lehetősége. 1977-ben Lengyelországban, 1985-ben Szlovákiában volt nemzetközi művésztelepen. Rendszeresen részt vett Heves megyei és borsodi kiállításokon, észak-magyarországi területi tárlatokon. Szerepeltek képei a Balatoni Nyári Tárlaton, az Országos Aquarell Kiállításon, valamint bulgáriai, lengyelországi, szlovákiai kiállításokon. Mindezek mellett önálló kiállítása volt Tokajban, Kazincbarcikán, Miskolcon, Visegrádon, Veszprémben, Gyöngyösön, valamint Pápán is. Alkotásait vásárolták Heves és Borsod megyében, de vannak képei Bulgáriában, a Kelet-szlovákiai Múzeumban, Kassán, őrzi műveit a Herman Ottó Múzeum Miskolcon, a  Vak Bottyán Múzeum Gyöngyösön. Tanári munkája, mely heti 48-62 órát vett igénybe, nagyon megnehezítette művészeti fejlődését.
2000-től folyamatosabban tudott dolgozni, minél több figurális képet szeretett volna alkotni. Úgy érezte ezekkel az alkotásaival többet tud kifejezni magáról és az életről.
Veszprém megye képzőművészeti színvonalának emelése, hírnevének gyarapítása, kiemelkedő festőművészeti munkássága elismeréseként adta át a művésznek a Pro Comitatu rangos elismerést Talabér Márta, a megyei közgyűlés alelnöke, Bakonykoppányban, 2009. szeptember 8-án.
Nyugdíjazása után 1981-ben vásárolt egy kis bakonyi községben, Bakonykoppányban egy falusi házat. Azt rendbe téve ideális környezetben szeretett volna dolgozni, de közben sokat betegeskedett. 2009 decemberében hunyt el.

## Díjak, elismerések
- Pro Comitatu-díj (2009)[1]

## Emlékkiállítás
Legutóbb a gyöngyösi Fő Tér Galériában volt a művész festményeiből kiállítás, mely 2010 május 4. és június 1. között volt megtekinthető. A kiállítást a művész egykori tanítványa Goda Gertrúd művészettörténész nyitotta meg.
Legújabb kiállítását 2013-án Sárváron nyitotta meg Dabóczi Dénes művészettörténész.